# Cheung Prey (Batheay)
Cheung Prey es una comuna (khum) del distrito de Batheay, en la provincia de Kompung Cham, Camboya. En marzo de 2008 tenía una población estimada de 7395 habitantes.
Se encuentra ubicada en la llanura camboyana, a escasa distancia del río Mekong y al sureste del lago Sap (Tonlé Sap).